# Vadi Maghara
Vadi Maghara (arabsko وادي المغارة  Wādī al-Maġāra, Dolina jam) je  arheološko najdišče na jugozahodnem Sinaju, Egipt. Na njem so faraonski spomeniki in rudniki turkiza iz Starega, Srednjega in Novega egipčanskega kraljestva. V Starem Egiptu so ga imenovali Turkizne terase.

## Zgodovina raziskav
Arheološko najdišče je leta 1809 odkril nemški raziskovalec Arabije in Palestine  Ulrich Jasper Seetzen. Najdišče je prvi raziskoval pruski egiptolog Richard Lepsius (1845). V letih 1854 do 1866 je britanski major C.K. McDonald poskušal rudariti turkiz, vendar mu to ni uspelo. Odkril je samo nekaj konic puščic in drugih drobnih predmetov in zato raziskave opustil. V letih 1868 in 1869 je bila v Vadiju Maghara  odprava angleške  Ordnance Survey, leta 1932 odprava Harvardske univerze in v obdobju od 1967 do 1982 nekaj izraelskih odprav.

## Spomeniki, zgradbe in napisi
Staroegipčanski spomeniki, zgradbe in napisi so iz obdobja od Tretje do Devetindvajsete dinastije (okoli 2700 pr. n. št.-1100 pr. n. št.). Večina spomenikov je iz Dvanajste dinastije. V dolini so odkrili kamniti plošči faraona Sanakta, ploščo faraona Džoserja in dve skoraj identični plošči faraona Sekemketa. Vsi trije faraoni so bili iz Tretje dinastije. V vadiju so odkrili tudi plošče faraonov Sneferuja in Kufuja iz Četrte dinastije. V pogrebnem templju faraona Sahureja iz abusirske Pete dinastije  je relief, na katerem faraon pošilja ladjevje na Rdeče morje, verjetno po turkiz v Vadi Maghara. Sahure je v vadiju sam sebi postavi spomenik, na katerem »udriha po nasrotnikih iz vseh tujih dežel«. Med skalnimi ploščami iz Pete dinastije so  plošče faraona Njuserreja s čašo za pitne daritve in podobama bogov Hora in Tota, faraona Menkauhorja  in tri plošče faraona Džedkareja.
Razen faraonskih spomenikov so na vrhu hriba odkrili ostanke naselja iz Starega kraljestva, v katerem je 125 grobih kamnitih zgradb. V njih so odkrili pepel in črepinje lončenine. Nekaj posode je bilo izdelane iz gline iz doline Nila.
- Sneferujev relief[3]
- Kufujev relief[3]
- Sahurejev relief
- Njuserrejev relief
- Menkauhorjev relief[3]
- Džedkarejev relief[3]